# Muzaffer al-Din Yavlak Arslan
Muzaffer al-Din Yavlak Arslan fue el tercer bey de los Çoban-oğlu. Se le conoce más comúnmente por Yavlak Arslan y en nombre Selyúcida como Melik Muzaffer al-Din.

## Reinado

### Primeros años
Yavlak Arslan fue elegido para continuar con la política de su padre de lealtad al Ilkanato y en los primeros años de su mandato fueron  bastante tranquilos. Tenía la tarea de proteger las regiones limítrofes con Bizancio en el noroeste de Anatolia pertenecientes al beilicato de Çobanoğulları 
A pesar de que la dinastía de los Çobanoğlu vivieron bastante tiempo pacíficamente, en otros lugares de Anatolia no era así. Anatolia estaba en un estado de confusión debido a cambios de trono y reinaba el caos en el Ilkanato mongol.

### La rebelión de  Kılıij Arslan y la muerte de Yavlak Arslan
En 1292, el dirigente del Ilkanato, Arghun Khan, murió y fue sucedido por su hermano Gaykhatu. Comenzaron a verse disturbios entre los turcos de Anatolia. Al ver la oportunidad, el hermano del Sultán Selyúcida Mesud II, Kilij Arslan IV, se rebeló contra su hermano.  
Cuando Gaykhatu llegó a Anatolia con su ejército, Kilij Arslan se mudó a la capital de Yavlak Arslan, Kastamonu, y organizó a los turcomanos desde allí. 
El papel que tomó Muzaffer al-Din Yavlak Arslan en esta rebelión es confuso. Aunque él escribió que se oponía a Mesud y Kilij Arslan, organizó a los turcomanos en Kastamonu. En cambio, algunas fuentes describen que Muzaffereddin Yavlak Arslan se opuso a Kılıj Arslan y fue asesinado por él.
Finalmente, la región se entregó al comandante seléucida Shams al-Din Yaman Jandar, cuyos descendientes fundaron el beilicato de Candar en la misma región. 
Su tumba se cree que está en Unşköprü o en Kastamonu.